# Grenelle de l'environnement
Pour les articles homonymes, voir Grenelle.

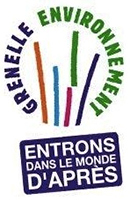
Le logo du Grenelle de l'environnement.

Le Grenelle Environnement (souvent appelé Grenelle de l'environnement) est un ensemble de rencontres politiques organisées en France en septembre et décembre 2007, visant à prendre des décisions à long terme en matière d'environnement et de développement durable, en particulier pour restaurer la biodiversité par la mise en place d'une trame verte et bleue et de schémas régionaux de cohérence écologique, tout en diminuant les émissions de gaz à effet de serre et en améliorant l'efficience énergétique. Initiative du président de la République Nicolas Sarkozy, à la suite des engagements pris lors de la campagne électorale de 2007, le Grenelle Environnement a été principalement conduit par le ministre de l'écologie, Jean-Louis Borloo.
Malgré quelques avancées, notamment sur la méthode qui a réussi à réunir des acteurs aux vues parfois diamétralement opposées sur les questions écologiques et à aboutir au vote quasi unanime du parlement de la loi dite « Grenelle I », le Grenelle Environnement a fait, avant même sa conclusion, l'objet de critiques parfois virulentes de la part d'associations écologistes et de groupes politiques de gauche. Furent ainsi critiqués l'abandon de certaines mesures emblématiques ou les choix opérés au moment de la loi Grenelle II visant à mettre en pratique les décisions du Grenelle. La Fondation Nicolas-Hulot, dont le Pacte écologique a largement contribué au lancement du Grenelle, a ainsi quitté la table des négociations en mars 2010 à la suite de l'abandon de la taxe carbone. Le Grenelle a aussi été vivement critiqué pour son non-traitement de la question de l'énergie nucléaire.
Les actions du Grenelle font l'objet d'un tableau de bord.
Selon la cour des comptes et Didier Migaud (Premier président de la Cour) audité par la commission des finances de l'Assemblée nationale (2012-01-18), les taxes qui devaient financer une partie des actions du grenelle n'ont pas été collectées dans les temps, ce qui a nui à sa mise en œuvre. Quatre ans après le début de mise en œuvre du Grenelle, le budget de l’État pour la période 2009–2011 destiné au Grenelle a été de 3,5 Md€ (pour 4,5 Md€ prévus).

## Historique
Le terme « Grenelle » renvoie aux accords de Grenelle de mai 68, et désigne par analogie un débat multiparti réunissant des représentants du gouvernement, d'associations professionnelles et d'ONG.
Le Grenelle Environnement a été annoncé le 18 mai 2007 par Alain Juppé, alors ministre de l'Écologie, du Développement et de l'Aménagement durables, un mois avant sa démission du premier gouvernement Fillon liée à sa défaite au second tour des élections législatives. Le Grenelle Environnement se plaçait dans la lignée du Pacte écologique proposé par Nicolas Hulot et signé par Nicolas Sarkozy au cours de sa campagne électorale.
Le Grenelle Environnement a donné lieu à un projet de loi dit « Grenelle I » adopté à la quasi-unanimité à l’Assemblée en octobre 2008 puis examiné à partir de janvier 2009 et validé le 11 février 2009 par le Sénat en première lecture ; la deuxième lecture a eu lieu en juin 2009 à l'Assemblée, avant que cette loi-cadre ne soit définitivement adoptée par le parlement lors de sa deuxième lecture au Sénat le 23 juillet 2009.
Une seconde loi, dite « Grenelle II » détaille les modalités d'application du Grenelle I par objectif, chantier, et secteur. Le projet de loi présenté le 23 septembre 2008 par le Ministre de l’Écologie et du Développement durable recevra un accueil beaucoup moins unanime que la précédente loi Grenelle I. En effet, seuls les députés de la majorité présidentielle et du centre ont voté pour, alors que l'opposition s'est abstenue ou a voté contre, regrettant la timidité des mesures ou dénonçant les reculs par rapport au Grenelle I.
Un Grenelle III avait d'abord été envisagé concernant l'agriculture et la gouvernance. Mais il fut abandonné, ces questions étant finalement traitées dans le Grenelle II ou dans le projet de loi de Finances 2009.
Un « Grenelle de la mer » a aussi complété le dispositif.

## Principes de fonctionnement
Un débat a été organisé, via six groupes de travail rassemblant chacun 40 membres répartis en 5 collèges. Chaque collège avait pour vocation de représenter les acteurs du développement durable : l’État, les collectivités locales, les ONG, les employeurs et les salariés.
Ces groupes étaient :
- Groupe 1 : « Lutter contre les changements climatiques et maîtriser la demande d’énergie »[4] ;
- Groupe 2 : « Préserver la biodiversité et les ressources naturelles »[5] ;
- Groupe 3 : « Instaurer un environnement respectueux de la santé »[6] ;
- Groupe 4 : « Adopter des modes de production et de consommation durables »[7] ;
- Groupe 5 : « Construire une démocratie écologique »[8] ;
- Groupe 6 : « Promouvoir des modes de développement écologiques favorables à l’emploi et à la compétitivité »[9].

Chaque groupe a ensuite travaillé en « ateliers » ; par exemple, pour le groupe 1, en trois ateliers :
- Atelier no 1 : Transports et déplacements ;
- Atelier no 2 : Bâtiment et Urbanisme ;
- Atelier no 3 : Energie et stockage du carbone.

Chaque groupe devait se réunir quatre fois, mais la complexité de certains sujets a obligé la majorité des groupes à organiser une ou deux réunions supplémentaires.
Deux ateliers intergroupes ont aussi été créés :
- l'atelier OGM[10] ;
- l'atelier Déchets[11].

Les groupes de travail ont tenu leur dernière réunion le 25 septembre 2007. Les synthèses et les rapports de chaque groupe ont été rendus publics le jeudi 27 septembre 2007 à 11h. À la suite de cela, des réunions locales en régions et une consultation du public sur Internet ont eu lieu, avant d'arriver à la « table ronde » du Grenelle les 24 et 25 octobre 2007.
Pour la phase dite 4, 33 « chantiers opérationnels » ont été mis en place.

## Résultats
La table ronde du Grenelle de l'environnement a eu lieu les 24 et 25 octobre 2007, présidée par Nicolas Sarkozy et en présence de Wangari Maathaï, d'Al Gore, tous deux prix Nobel de la paix et de José Barroso, président de la Commission européenne. Elle a défini un certain nombre de propositions, de mesures et d'annonces.
Le rapport général reprend le contenu consensuel issu des travaux préparatoires, et se présente comme un « cadre de cohérence pour action publique » selon trois priorités que sont la lutte contre le réchauffement climatique, la protection de la biodiversité et la réduction des pollutions. Ce document est une synthèse des travaux, mais n'est pas un exposé d’un programme ni une sélection ou hiérarchisation de propositions, mais plutôt « le socle de ce qui pourrait être une stratégie de développement durable fondée sur le triple objectif de lutte contre le réchauffement climatique, de préservation de la biodiversité et de réduction des pollutions » et donc comme un « exposé des motifs de la future loi de programme dont s’accompagnera la mise en œuvre du Grenelle ».
Dans le discours, qu'il a donné en conclusion des journées de travail des 24 et 25 octobre 2007, le Président de la République s'est prononcé sur les éléments qui ont été moins consensuels (ou non-consensuels) au cours des travaux et débats entamés l'été 2007 lors des ateliers, en annonçant ou confirmant un certain nombre de propositions, et en s'engageant à faire siennes et celles du gouvernement les propositions du Grenelle.

### Évaluation prospective des bénéfices économiques attendus, y compris en matière d'emploi
- En 2009, une étude[19] estimait que les 15 programmes du Grenelle représenteraient 450 milliards d'euros d'investissements (dont 170 par l'état et les collectivités territoriales) et 600 000 nouveaux emplois de 2009 à 2020, ainsi que 25 % de réduction de consommation énergétique thermique (pétrole, gaz…) à l'horizon 2020, dont 19 % seraient induits par le Grenelle.
- Fin 2010, Après deux ans de crise économique mondiale, un document de travail[20] produit par six économistes choisis par le ministère chargé du Budget, conclut plus prudemment que « le Grenelle de l'environnement pourrait, à long terme, enclencher des effets positifs durables sur l'économie via un surcroît d’innovation » ; des effets « imparfaitement pris en compte » par ce travail selon ses auteurs mêmes, qui ajoutent qu'« il n’est pas évident que les mécanismes incitatifs mobilisés soient bien calibrés pour générer les montants d’investissement prévus. Enfin, les modalités des financements publics du Grenelle, ainsi que les possibles effets d’apprentissage et gains de productivité jouent un rôle important sur les effets macroéconomiques à long terme. À cet horizon, le Grenelle de l’environnement pourrait enclencher des effets positifs durables s’il induit une accélération et un surcroît d’innovation par rapport à nos partenaires commerciaux, de telle sorte que la compétitivité de la France en soit sensiblement améliorée ». 
Ce document ne prétend pas couvrir tous les champs du Grenelle, et a été explicitement écrit « pour faire réagir ». Il a évalué les effets économiques des seuls investissements sectoriels prévus pour le transport, l'énergie et l'habitat, … au regard du PIB, et non les effets induits par les actions sur la biodiversité, la trame verte et bleue, l'agriculture, la pêche ou la forêt, la pollution lumineuse, etc. Il n'évoque pas non plus les aménités qui pourraient être améliorées par l'application des Lois Grenelle I et Grenelle II, si les décrets d’application sont publiés assez rapidement, et si, dans un contexte de faible opposabilité de la trame verte, les acteurs se saisissent volontairement de l’opportunité que constitue la TVB de contribuer à restaurer le « capital écologique » dégradé par un développement non durable. On ignore aussi encore si les investissements dans le solaire, l’éolien, le HQE, etc. auront un effet d’exemplarité qui encouragera d’autres acteurs à faire de même.

### Énergie
Sur le sujet de la taxe carbone, Nicolas Sarkozy a estimé qu'il fallait « que la révision générale des prélèvements obligatoires se penche sur la création d'une taxe « climat-énergie » en contrepartie d'un allègement de la taxation du travail pour préserver le pouvoir d'achat et la compétitivité ».
Il est envisagé la création d'un programme d'un milliard d'euros sur quatre ans pour les énergies et les moteurs du futur.

### Agriculture
Quatre COMOP (Comité opérationnel) ont été mis en place et concernent spécifiquement l'agriculture :
- Comop 14 : développement de l'agriculture biologique avec les objectifs d'aboutir à 20 % de produits biologiques dans la restauration collective d'ici 2012 et de passer en agriculture biologique 20 % de la surface agricole utile en France en 2020.
- Comop 15-1 : Dénommé Ecophyto 2018. Il a pour objet la réduction de moitié de la fréquence de traitement des pesticides dans l'agriculture française en 10 ans (conditionnée à « la diffusion de méthodes alternatives, sous réserve de leur mise au point ») et le retrait du marché des substances les plus préoccupantes. Le plan Ecophyto 2018[21], dans la ligne du plan interministériel de réduction des risques liés aux pesticides (PIRRP[22]) a été validé en Conseil des ministres du 10 septembre 2008 par Michel Barnier avec un budget annoncé de 206 millions d’euros pour les 3 premières années, pour notamment aider 3 000 exploitations-pilotes chargées de tester des systèmes agricoles « économes en pesticides ». Un indicateur de pression dit « NODU » (nombre de doses unitaires spécifique de la substance active) servira de référence. En 2009, l’Office parlementaire d’évaluation des choix scientifiques et technologiques a auditionné plusieurs acteurs du secteur de l'agroalimentaire à ce sujet. « Le NODU n'a baissé que de 5 à 4,7 de 2001 à 2005, le ministère voudrait le voir diminuer jusqu'à 2,5 », Joël Mathurin[23]. Un indicateur de fréquence de traitement (IFT) est prévu pour le suivi des épandages par type de culture et des indicateurs d’impact et de risque sont à l'étude, pour publication entre 2009 et 2012. Une formation est prévue pour tous les applicateurs, nécessaire pour obtention d'un certificat utilisateur qui sera obligatoire en 2014 (avec évaluation des connaissances des utilisateurs avant 2010). En 2009, le certificat d'applicateur n'est obligatoire que pour 1 personnes sur 10 et que dans les entreprises de plus de 10 personnes, avec de nombreuses dérogations si un cadre a fait des études agricoles ou au sein de l'ONF. Un axe porte sur l'amélioration du monitoring des risques sanitaires, avec un volet épidémiologique. Un autre axe portera sur l'outre-mer et un autre encore sur la diminution des pesticides hors zones agricoles (espaces verts, jardins privés, routes…). Un comité de suivi doit refléter la composition des groupes de travail du Grenelle et deux plans de communication doivent viser les professionnels en 2009 puis le public en 2010. Certains déplorent le peu d'aides à l'agriculture bio qui est pourtant une des alternatives à l'usage des pesticides de synthèse. La question d'un objectif mesuré en pourcentage est également discuté : en effet si les tonnages de matière active diminuent, leur efficacité et éco-toxicité par gramme a fortement augmenté.
- Comop 15-2 : certification des exploitations avec l'objectif de 50 % des exploitations agricoles certifiées HVE d'ici 2012.
- Comop 15-3 : Performance énergétique des exploitations avec l'objectif de 100 000 exploitations diagnostiquées en 5 ans.

### Transports
Le Grenelle de l'environnement impose une réduction des émissions de CO2 de 20 % dans le secteur du transport. Pour cela, il suggère une réduction du trafic automobile, un report modal vers les transports en commun. Ceci représente donc des investissements nécessaires et des dépenses grandissantes, pour développer la part des métros et des tramways. Comment financer ces investissements et ces coûts d'exploitations ?
Il s'agit tout d'abord d'améliorer la performance des réseaux :
- amélioration interne : restructurer les réseaux pour améliorer les performances et les dessertes ;
- amélioration externe : améliorer la qualité de service sans augmenter les coûts d'exploitation.

Ensuite, il s'agit d'augmenter la contribution des usagers et enfin, à l'avenir, tendre vers un nouveau mode de financement :
- Imposer des contraintes à l'automobiliste en fixant des péages urbains, une taxe sur le carburant/TIPP/Contribution Climat Energie (CCE).
- Annonce de la création d'une « écopastille » sous forme de bonus-malus sur les voitures et d'une « éco-redevance » (écotaxe) sur le transport routier avec promotion du ferroutage.
- En ville, 1 500 km de lignes de tramway doivent être construites hors Île-de-France (contre 329 en 2007) (Investissement évalué à 17 milliards d'euros dont 4 financés par l'État).
- Concernant le train, le Grenelle s'est prononcé pour doubler le réseau de Lignes à Grande Vitesse (LGV) à l'horizon 2020. Ce sont ainsi 2 000 kilomètres de lignes nouvelles qui seront lancées d'ici 2020 (exemple : LGV Provence-Alpes-Côte d'Azur, LGV Bretagne-Pays de la Loire, LGV Sud Europe Atlantique…). 2 500 kilomètres sont également à l'étude pour le plus long terme. Ce programme de LGV fera l'objet de concertations avec les régions, concernant les tracés, le financement[24]…
- Abandon de la mesure de réduction de 10 km/h de la vitesse routière annoncée avant la fin du Grenelle par la secrétaire d'État à l'Écologie Nathalie Kosciusko-Morizet, faute de consensus. C'était une des propositions de l’Atelier 1, lequel y avait vu de nombreux avantages ; la mesure serait utile pour l’environnement, mais aussi pour la sécurité routière, la santé et contre le bruit. Elle est facile à appliquer immédiatement et partout, y compris pour le trafic routier de transit – sans aucun coût budgétaire. Diminuer la vitesse aurait pu inciter au report modal (vers le bus, tram, métro, vélo pour les trajets courts qui constituent un pourcentage croissant du trafic urbain) et vers le multimodal. Enfin, la vitesse des déplacements automobiles étant pour partie responsable de la périurbanisation, cette mesure aurait pu aider à limiter l’étalement urbain et son cortège d’impacts négatifs. De telles vitesses déjà imposées aux États-Unis ou en Suède (en ville) semblent pouvoir être acceptées par le public. Le MEDAD (DAEI) a calculé que cette mesure réduirait en France de 250 à 300 kt CO2/an les émissions des véhicules sur autoroutes, et de 1 MtCO2/an si tous les véhicules respectaient la vitesse maximale (-800 kt CO2/an sur les routes). Le groupe 1 proposait à la présidence française de l’UE en 2008 de soutenir cette limitation de vitesse sur tout le réseau autoroutier de l’UE de manière à générer d’importantes économies de carburant et d’émissions de GES, mais aussi à encourager des véhicules plus légers et sobres. Le dissensus et la controverse semblent avoir surtout porté sur la valeur du temps. (Pour les uns « le temps, c’est de l’argent » et il ne faut pas ralentir le trafic, pour les autres les avantages de la mesure seraient très supérieurs à ses inconvénients, d'autant que le temps passé dans les embouteillages ne cesse de croître dans le monde, malgré ou à cause de la croissance des réseaux routiers). Le gain en matière de confort et de sécurité pour l’automobiliste a aussi fait l'objet de controverses. Enfin, de nombreux sondages ont montré depuis 10 ans que l'automobile est l'objet sur lequel les citoyens veulent le moins agir pour l'environnement. Un sondage IFOP - Direct Assurance réalisé durant le processus du Grenelle (10 octobre 2007) estimait[25] que si 93 % des sondés souhaitaient qu'on encourage la marche à pied et le vélo, 61 % d'entre eux étaient contre la diminution de 10 km/h des vitesses limites sur routes et autoroutes (69 % pour les personnes utilisant leur voiture tous les jours). Seuls 7 % des sondés estimaient par ailleurs la mesure efficace contre les émissions polluantes.

- Le gel, annoncé lors du Grenelle de l'environnement, de toute nouvelle structure aéroportuaire[26] est contredit par la poursuite du Projet d'aéroport du Grand Ouest. Les engagements en matière environnementale aérienne sont :
  - réduire de 50 % d’ici 2020 les émissions des nouveaux avions et poursuivre la modernisation des flottes ;
  - améliorer la performance environnementale des aéroports et des entreprises du secteur aérien ;
  - réduire de moitié le bruit perçu par les populations survolées en région parisienne et améliorer l’aide à l’insonorisation des riverains.

### Bâtiment
Fixation de nouveaux seuils dans le public et le privé. Promotion de l'écoconstruction.
En ce qui concerne les bâtiments existants, l'objectif est de réduire leur consommation énergétique de 38 % d'ici 2020 [réf. souhaitée].
Dans le cadre du Grenelle et du PREBAT, un groupe de travail , Dans le cadre du Plan bâtiment, doit faire pour 2011 des propositions concrètes pour favoriser l'innovation (technologiques, organisationnelle, financière, législative ou commerciale, ainsi qu'en matière de mesure, vérification, énergies fatales, assurance et certification) dans le secteur du bâtiment (un rapport intermédiaire  a été rendu mi-janvier 2001, avec 18 propositions et une incitation à passer du performentiel à l'exigenciel sur le plan de la performance globale, ce qui nécessite d'impliquer tous les acteurs sur l'énergie mais aussi la santé, le confort et l'environnement). Une Plate-forme géothermie et bâtiments intelligents se met en place avec le pôle de compétitivité S2E2, le BRGM et le Technopole d’Orléans.

### Éducation à l'environnement et au développement durable
Un « document d'orientation préliminaire » sur l'éducation au développement durable, a été rendu par le groupe de travail du Grenelle sur l'éducation au développement durable début janvier 2008. Il propose un cadre sur les questions de la pédagogie, de partenariat, de formation et de financement pour le champ scolaire (y compris enseignement supérieur, agricole, sportif, de la santé et de tous les publics « non-scolaires »).
L'éducation au développement durable (EDD) y est jugée « indispensable pour tous les types d'établissements d'enseignement, à tous les niveaux ». Un Comop (Comité opérationnel no 34 : « Sensibiliser, informer et former le public aux questions d’environnement et de développement durable ») a été mis en place sous la présidence de Hervé Brossard, président de l’Association des agences conseils en communication (AACC). Ce Comop no 34 a rendu ses conclusions à Jean-Louis Borloo le 13/01/2009. La fabrication d'un four solaire est l'une des activités les plus en vogue dans les centres éducatifs dans le but de démontrer la capacité du soleil à fournir une énergie utile au quotidien.
Ainsi, le Comité opérationnel propose un plan d’actions autour de cinq axes directeurs, pour une action mieux orchestrée et plus collective :
- construire une information fiable et des clés de compréhension pour créer la confiance,
- délivrer des messages qui ont du sens, autour du thème « ma vie meilleure »,
- mettre en avant l’existence et l’exemplarité de solutions,
- inviter le grand public à participer et à s’impliquer,
- mobiliser des relais spécifiques (et certaines cibles-clés, et concrétiser des partenariats).

Elles visent à favoriser la mobilisation de tous pour passer de l’étape de la prise de conscience à celle d’une vraie modification de comportements individuels et collectifs. Leur objectif est de s’appuyer sur la richesse des initiatives existantes ou en développement, le plus souvent partenariales. À cette fin, le comité opérationnel a commencé par procéder à un repérage d’expériences et actions déjà réalisées, susceptibles d’être étendues ou partagées, et répondant à la question : « Comment agir ensemble, pour convaincre le public que le développement durable est désirable, et qu’il repose sur la mobilisation de tous, citoyens, consommateurs, salariés, décideurs et relais ? ».
Principale proposition du Comité opérationnel : le lancement avant mi-2009 d’un plan national d’engagements pour un développement durable, pour orchestrer, coordonner, mettre en valeur et développer les initiatives de nature à rendre le développement durable plus proche, plus concret et plus crédible pour le grand public. Construit autour d’un cahier des charges invitant les différents acteurs associatifs, privés et publics à s’associer et valoriser ensemble leurs actions, sa première étape serait un appel large à initiatives, relayé par un événement festif national. Le Comité opérationnel suggère que la semaine du Développement durable en avril prochain en soit une nouvelle démonstration.
D’autres propositions, dans les domaines de l’information, de la sensibilisation et de la formation professionnelle sont identifiées dans le rapport, pour développer les synergies, profiter des multiples voies de contact avec le public, agir ensemble et dans la durée.

### Rôle des collectivités territoriales et de leurs groupements
L'article 51 de la Loi Grenelle I les cite comme « des acteurs essentiels de l’environnement et du développement durable », ayant des rôles « complémentaires, tant stratégiques qu’opérationnels »… Ce même article précise que l'État favorisera la généralisation des bilans en émissions de gaz à effet de serre, et, […] des Plans Climat Énergie Territoriaux, en cohérence avec les Agendas 21 locaux. Il pourra utiliser les Agendas 21 locaux comme outil de contractualisation volontaire.
Les collectivités doivent prendre en compte la notion d'infrastructure écologique (Trame verte et bleue) en amont de tout projet d’aménagement et dans leurs documents d'urbanisme (SCOT et PLU notamment), mais certaines collectivités n'ont pas encore de SCOT ni PLU (Mi-2009, seul un tiers du territoire français seulement est aujourd’hui couvert par un SCOT rappelait Paul Raoult, pilote du COMOP Trame verte et bleue . Elles doivent aussi intégrer une préoccupation nouvelle : réduire la pollution lumineuse.

### Haute autorité
Par ailleurs, la mise en place d'une Haute autorité indépendante a également été entérinée, ainsi qu'un triplement en cinq ans de l'agriculture biologique, qui devra bénéficier de 20 % des commandes publiques en matière de restauration collective.

### Suivi du dossier
Un autre rendez-vous est prévu autour du 15 décembre pour la présentation des programmes.
Le gouvernement se donne 12 semaines supplémentaires pour arbitrer sur la gestion des déchets. Selon Jean-Louis Borloo, « on compte aujourd’hui 350 kg/an et par habitant, il faut au minimum réduire de 7 kilos par an ».
Un comité d'évaluation chargé de faire le point sur la mise en œuvre des mesures sera mis en place dans un an, « à la date anniversaire du Grenelle ».
Le jeudi 6 décembre, le parlement a voté la mise en place en 2008 d'un système de bonus et de malus à l'achat de voiture neuve, en conséquence du Grenelle de l'environnement.

## Engagements remis en cause
Dans son discours du 24 octobre devant les participants au Grenelle, le 1er ministre François Fillon s’est « solennellement » engagé « à ce que toutes les conclusions précises, concrètes et consensuelles soient mises en œuvre ». « Pour ce qui est des divergences, le président de la République, le Gouvernement et le Parlement trancheront », a-t-il ajouté. Dans son discours du 25 octobre le président de la République a globalement repris le contenu du rapporteur général, en précisant ce à quoi il s'engageait parmi les propositions qui n'avaient pas été tout à fait consensuelles durant les travaux du Grenelle.
Les conclusions de Grenelle ont fait l'objet le 23 novembre 2007 d'une liste officielle de 238 engagements numérotés.
Le 6 décembre 2007, 80 associations (regroupées dans L'Alliance pour la planète) « L'Alliance demande au ministre d'État Jean-Louis Borloo d'organiser en urgence une réunion du groupe de contact inter collèges et de stopper un processus opaque et unilatéral qui sape les résultats du Grenelle ».
Selon Yannick Jadot, directeur des campagnes de Greenpeace et porte-parole du collectif : « Déchets, forêts, publicité, éco-pastille, OGM… les premières mesures de suivi et de mise en œuvre du Grenelle conduisent à une remise en cause une à une des décisions prises il y a moins de 6 semaines […] L'Alliance demande au président de la République et au ministre d'État de remettre en marche la dynamique de travail collective et ainsi de restaurer la confiance ».
Le 7 janvier 2009, L'Alliance pour la planète publie sur son site internet la liste des projets nationaux qu'elle juge « Grenello-incompatibles ».

## Aspectsoutre-mer
La phase opérationnelle pour l’outre-mer est entrée en vigueur avec l’installation (le 06/02/2008) du « Comité opérationnel outre-mer » (COMOP). Ce comité, piloté par Nassimah Dindar, présidente du Conseil Général de La Réunion, est organisé en 7 ateliers selon les titres du plan « vers un Outre-Mer exemplaire » (énergie, déchets, risques naturels, biodiversité et ressources naturelles, pollutions et santé, activités extractives et gouvernance). Le groupe qui sera suivi par Philippe Leyssene (Secrétariat d’État à l’Outre-mer) et Colin Niel (Ministère de l’Écologie) rassemble 25 participants, dont l'UICN avec l’objectif est de traduire en propositions concrètes les engagements de la table ronde finale du Grenelle (octobre 2007).
« L’Outre-Mer, cette France des trois océans, représente une part prépondérante de la biodiversité française, 10 % des récifs mondiaux, 14 des 17 éco-régions françaises et l’un des 15 derniers grands massifs de forêt tropicale non encore (ou peu) fragmenté par les activités humaines » ont rappelé les ministres réunis à cette occasion, précisant leurs attentes fortes sur les énergies renouvelables, économie « ultramarine », vitrine technologique. Jean-Louis Borloo y a aussi confié à Pierre-Alain Roche une mission de préfiguration du plan « Réunion 2030-GERRI », visant à supprimer les énergies fossiles au profit de sources renouvelables.

## Suites données
- Jean-Louis Borloo et Valérie Pécresse annoncent le 26 février 2008 la création d'une « fondation de coopération pour la recherche sur la biodiversité et la préservation du vivant », présentée comme « le 1er outil opérationnel du Grenelle (de) l'environnement », qui doit associer chercheurs, associations, fondations et entreprises en réunissant huit organismes publics de recherche (Cemagref, CIRAD, CNRS, Ifremer, INRA, IRD, MNHN et BRGM), de grandes associations ou fondations environnementales et des entreprises.
Ses objectifs sont :
  - renforcer la coopération entre opérateurs de la recherche,
  - favoriser l'émergence d'une « écologie prédictive », qui puisse éclairer les choix politiques,
  - un « portail unique » pour les ONG, collectivités locales, entreprises.

- Hubert Reeves et diverses associations (dont FNE) insistent sur la nécessité d’un « financement raisonnable de l'État ». Le Grenelle (de) l'environnement annonçait un doublement des crédits alloués à la recherche sur la biodiversité, mais seuls 6 millions d'euros ont été évoqués sur quatre ans ;
  - Capital de 2,7 millions d'euros (venant des 8 organismes de recherche fondateurs)
  - 3,3 millions d'euros venant des ministères de tutelle.

- Lors de la restitution des conclusions du Grenelle de l'environnement, le 25 octobre 2007, le président de la République a insisté sur le rôle exemplaire que l'État doit jouer pour assurer le développement durable de l'économie française. Il a proposé que soient mis en place des Plans Administration Exemplaire dans les établissements publics[37].

- La loi Grenelle I devait être validée avant la mi-mars 2009, avec quelques ajouts (ex : création d’un carnet de santé du travailleur permettant le suivi de l’exposition des salariés aux toxiques chimiques ou biologiques en milieu professionnel (peut-être généralisé avant début 2012)).

- Un Grenelle des ondes initié le 23 avril 2009 a rendu ses conclusions en mai 2009, à l'occasion d'une table ronde intitulée « Radiofréquences, santé, environnement » (lundi 25 mai 2009) et a proposé 10 pistes d’action, dont un test de réduction du seuil d’exposition aux ondes des antennes-relais et l’interdiction d'utiliser des portables dans les écoles (Le gouvernement propose une interdiction d'usage dans les écoles primaires et une interdiction de vente aux enfants de moins de 10 ans (un décret prévu en juin 2009 imposera l’affichage du débit d’absorption spécifique (DAS) des mobiles lors de leur mise en vente et les opérateurs devront proposer une offre « SMS exclusive ») ; les associations comme les opérateurs restant insatisfaits et les autorités renvoyant pour leur part au rapport de l’Afsset attendu pour septembre 2009. Le gouvernement ne voit pas de raisons de réviser les seuils d’émission des antennes-relais[38], mais propose de réduire l’exposition de la population via de « meilleures technologies » avec « si possible la définition d’une valeur ‘cible’ au sein des lieux de vie et de travail, harmonisée au niveau communautaire ». Les ONG Agir pour l’environnement et Priartem ont quitté au moins provisoirement le groupe, estimant ne pas y être entendu sur les risques liés aux antennes et FNE regrette que sa demande de moratoire sur les implantations n’ait pas été retenue[39].
- Mi 2009, une consultation publique a été lancée sur le projet de trame verte et bleue française, sur une page dédiée du site du Grenelle, avec deux documents téléchargeables et deux questionnaires auxquels chacun pouvait répondre avant le 15 juillet 2009.
- La loi Grenelle I (Loi no 2009-967 du 3 août 2009 de programmation relative à la mise en œuvre du Grenelle de l'environnement) a été publiée au journal officiel le 5 août 2009[40].

La seconde étape est celle dite du Grenelle II, projet de loi visant à appliquer concrètement le Grenelle I.
Le Sénat étudiera ce projet à partir de septembre 2009.

## Accompagnements
La Caisse des dépôts et consignations a mis en place un fonds de compensation pour la biodiversité via une filiale nouvelle nommée « CDC Biodiversité ». L'éligibilité sera contrôlée par un comité scientifique et par des représentants d'associations de défense de l’environnement, pour aider les acteurs économiques à restaurer ou compenser les dommages créés par les infrastructures et aménagements.

## Critiques
La Fondation Nicolas-Hulot a décidé fin mars 2010 de ne plus participer « aux groupes de travail menés par le gouvernement dans le cadre des Grenelles de l'environnement et de la mer » après l'annonce par le gouvernement de l'abandon de son projet de taxe carbone.
En novembre 2010, le Réseau Action Climat estime dans un « contre-bilan » que « le Grenelle a été l'occasion de beaucoup d'annonces mais de très peu de mises en œuvre».

### Dénonciations extérieures au Grenelle
De nombreuses associations françaises ont critiqué l'initiative gouvernementale du Grenelle environnement dès l'été 2007, appelant à animer un « Contre-Grenelle de l'environnement ». Le mensuel La Décroissance s'en fait l'écho et Jean-Luc Porquet note pour Le Canard enchaîné : « Et si le Grenelle de l'environnement constituait une pure et simple supercherie ? » Il rapporte que selon Stéphane Lhomme « les neuf ONG représentant officiellement l'écologie au Grenelle ont été désignées par le gouvernement, et d'autres carrément exclues, comme (…) Réseau Sortir du nucléaire, Agir pour l'Environnement ou Réseau Action Climat ». Le 13 octobre 2010, Stéphen Kerckhove, délégué général d'Agir pour l'Environnement a publié aux éditions Yves Michel un ouvrage intitulé Grenelle de l'environnement : l'histoire d'un échec.
Certains linguistes, quant à eux, critiquent vivement l'incohérence étymologique et syntaxique de la locution « Grenelle environnement » et des néologismes qui en ont été tirés et sont promus sans clairvoyance lexicale par le ministère de tutelle de ces rencontres : « intranelle » (intranet du Grenelle) et « grenellocompatible » (compatible avec les orientations des rencontres sur l'environnement).
Dans le livre Politique de Cassandre, l'essayiste Jean-Christophe Mathias montre en quoi le « Grenelle de l'environnement » serait une imposture, dans la droite ligne des textes et conventions nationales et internationales sur l'environnement[source insuffisante]. Dans un libre-propos récemment publié, ce chercheur indépendant affirme que la conception juridique mise en œuvre dans le texte du « Grenelle 2 » correspond à un affaiblissement volontaire du pouvoir légal républicain, entraînant la toute-puissance du modèle économique au détriment du politique. Prenant appui sur l'emploi des termes « devoir », « pouvoir », « gouvernement » et « gouvernance », il montre que l'expression même de la loi est fondée sur des études de cas, qui sont contraires à l'exigence républicaine d'une loi générale, ce qui empêche une véritable protection environnementale.
Un autre chercheur indépendant, Jean-Christophe Vignal, après avoir remis en cause la référence à l'environnement dans la lignée du philosophe Arne Naess, critiquant notre façon de voir le monde comme une fonction qui regarde vers l'homme ou comme 'une ressource propre à alimenter les chaudières sans fin de nos sociétés' s'en prend à l'expression même du Grenelle. Dans son blog il rappelle que « les historiques Accords de Grenelle ont scellé la fin de la part la plus riche de la révolte de Mai 68, celle qui voulait la qualité de la vie plus que la quantité, celle qui refusait la société de consommation en proclamant ‘qu’on ne tombe pas amoureux d’un taux de croissance’. Se référer alors à l'expression 'Grenelle' pour afficher la politique écologique de la France et proclamer la nécessité de changer de modèle ne peut dans ces conditions que renvoyer à une gigantesque farce dont l'objectif ne peut être que de promouvoir une société de gaspillage et de domination un peu durable »[réf. nécessaire].
Du côté de la presse libertaire, les critiques ont également été radicales. Ainsi CQFD en évoquant les « Gros nuls de l'environnement » ajoute : « (…) c'est une logique économique qui nous tue. Dans ce cadre-là, les nouvelles stars du « Sauvons la planète » ne peuvent faire mieux que nous concocter une dictature « verte » où les riches paieront pour avoir le droit de polluer et de manger bio, pendant que les pauvres hériteront d'un inframonde bardé de prohibitions, de pénuries et d'aliments synthétiques ».
L'association ATTAC a tenu à noter dans un communiqué : « Il n’est pas question que le processus du Grenelle de l’environnement entérine ce que M. Sarkozy et le MEDEF en attendent : une dépolitisation de l’écologie politique et une instrumentalisation de l’environnemental contre le social ».

### Les désaccords entre acteurs du Grenelle
Les principaux sujets de dissensus (reconnus par le rapport général) et sujets non-validés ou mis en attente par le gouvernement et/ou le président de la République sont :
- le nucléaire. Le rapporteur général et le président de la République dans son discours ont insisté sur le fait que la France devait développer les énergies renouvelables, mais ne pouvait pas se passer du nucléaire.
- les OGM
- les agro-biocarburants. Le Gouvernement n'a pas tranché sur ce point, mais il a commandé à l'ADEME en accord avec le groupe 1 du grenelle une expertise « pour faire le point sur les qualités et défauts environnementaux » des agro-biocarburants, tout en annonçant une intensification de la recherche et du développement de pilotes industriels sur les biocarburants dit de seconde génération. Le groupe de travail étudiera le « plan biocarburants » français au vu du résultat de ces études avant le 1er février 2008[52], ce qui laisse peu de temps à l'Ademe pour réunir des données indépendantes sur l'ACV et impacts secondaires ou collatéraux des différents agro-biocarburants.
- la réduction de vitesse sur les routes et autoroutes.
- le sujet des pesticides, qui a été traité mais avec des réserves importantes ; le président reprenant l'idée de diminuer leur usage, mais « si possible » et si l'on propose des alternatives.

### Critique économique de la critique écologique
À l'opposé de ces critiques, Éric Le Boucher, rédacteur en chef du journal Le Monde chargé des questions économiques a critiqué le « malthusianisme » des associations écologistes, estimant que les mesures prônées par les associations écologistes menaçaient et la croissance et l'environnement au nom d'un refus du progrès scientifique. Il écrit ainsi : « L’alliance objective entre un ministre incompétent en la matière, mais en mal d’exposition médiatique, et les militants écologistes professionnels du tam-tam » [aurait pu aboutir] à « une vague de propositions destinées à montrer que la France est le phare vert de l’humanité polluée, bien symboliques, bien morales, mais plus antiéconomiques les unes que les autres »…
Selon une étude d'économistes du Trésor, l'effet du Grenelle sur la croissance serait négatif à partir de 2020.

### Critiques sur l'application du Grenelle
Le 22 octobre 2010, trois ans après le discours du président de la république en appelant au « new deal écologique », une dizaine d'associations (dont Greenpeace, WWF et la LPO) impliquées dans le processus publient un « bilan du Grenelle » dans lequel elles dénoncent l'absence d'applications concrètes et l'abandon des « mesures efficaces »,.

## ADEME
L’ADEME a été associée à 2 des 6 groupes de travail (sur le changement climatique et l’énergie, et sur la croissance écologique) de même qu'à l’intergroupe « Déchets ». L'Agence a ensuite été maître d’œuvre de 4 comités opérationnels en tant que chef de projet : sur les énergies renouvelables, la rénovation du bâti existant, l’agriculture et l’éco-fonctionnalité (Vendre un service ou l’usage d’un bien plutôt que ce bien lui-même).
Fin 2008, le projet de « loi Grenelle » confie de nouvelles missions à l’ADEME qui devrait devenir un des « opérateurs de la transition environnementale », via notamment :
- un fonds démonstrateur, devant faciliter la phase d’industrialisation (400 millions d’euros prévus sur 4 ans, à comparer aux 50 millions de R&D de 2008) mais pas de poste supplémentaire prévu.
- un fonds Chaleur initié en décembre 2008, doté d'1 milliard € pour 2009-2011[56], destiné aux entreprises (industrie, tertiaire, agriculture) pour développer la « chaleur renouvelable », les réseaux de chaleur, la valorisation de la biomasse et de la chaleur d'usine d’incinération (330 millions d'€ prévus sur 3 ans). Ce Fonds fait partie des 50 mesures en faveur des énergies renouvelables annoncé par le ministre de l’Écologie. Il sera accessible via des appels à projet.
- le soutien aux plans Déchets, avec 318 millions d'€ prévus pour 3 ans pour la prévention, le traitement et le recyclage. La taxe générale sur les activités polluantes (TGAP) sur la mise en décharge et d’une nouvelle TGAP pour la prévention des déchets[réf. nécessaire].

La loi Grenelle I de 2009, avec un temps de retard sur pas mal d'autres pays européens, a défini en particulier en ce domaine 3 objectifs d'avenir :
- Responsabiliser les producteurs, de la conception du produit à sa fin de vie, comme l'avait réclamé Amorce, association regroupant des collectivités locales[57], afin de réduire la production d’ordures ménagères et assimilées de 7 % par habitant pendant cinq ans, alors qu'elle atteignait 430 kilos par habitant et par an[57] ;
- Atteindre un taux de recyclage de 35 % en 2012 et 45 % en 2015[57] ;
- Diminuer de 15 % d’ici à 2012 la quantité de déchets partant en incinération, en enfouissement et en stockage[57].

L’Ademe travaillera aussi (appels à projet, évaluations) sur les bio ou agro-carburants, les véhicules plus efficients, le « captage et stockage du carbone » (CSC) et la réduction de la pollution lumineuse, avec un budget de soutien pour la communication. Par contre, le domaine des sites et sols pollués verrait son budget diminuer (11 millions € en 2009 contre 15 millions en 2008).